# Nimono
Nimono (煮物) é um prato cozido em fogo baixo típico da culinária japonesa. Um prato de nimono consiste geralmente de um ingrediente cozido em caldo shiru aromatizado com saquê, molho de soja e uma pequena quantidade de adoçante. O nimono é então cozido no shiru até o líquido ser totalmente absorvido pelo ingrediente principal ou evaporado. Os ingredientes principais mais comuns são vegetais, peixes, frutos do mar ou tofu, individualmente ou combinados. O caldo utilizado na preparação do prato geralmente é dashi.

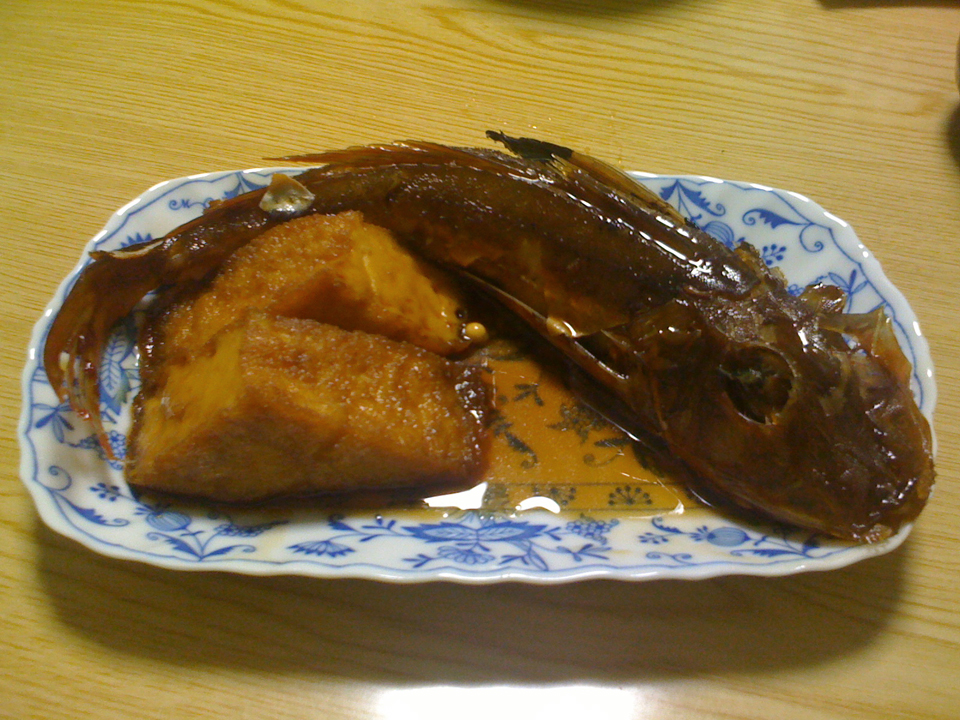
Peixe cozido com gengibre, shoyu, mirin, açúcar, saquê, e água.

Além de saquê e molho shoyu, o caldo pode também receber mirin, açúcar, sal, vinagre, miso e outros condimentos. Uma panela grossa é usada para preparar a receita, para que o calor seja espalhado uniformemente pelos ingredientes durante o processo de cozimento.

## Tipos

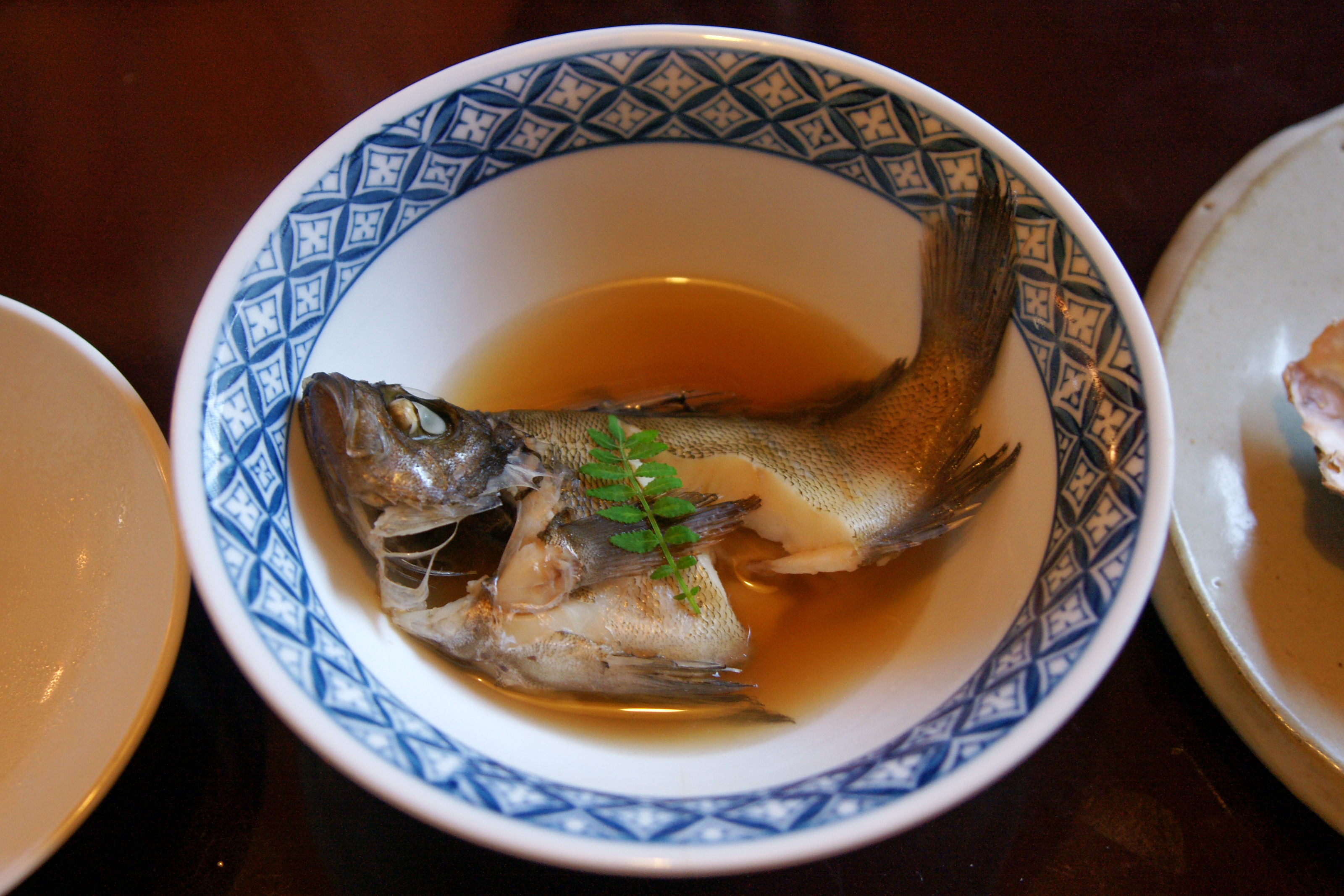
Peixe (Sebastidae) cozido com gengibre, shoyu, mirin, açúcar, saquê, e água.

### Misoni
Misoni (味噌煮), também chamado misodaki (味噌炊き): peixe, e às vezes também hortaliças, cozidos em uma mistura de missô e dashi

### Nikujaga
Nikujaga (肉じゃが): cozido feito de carne e batata, em caldo de molho de soja adocicado.

### Nizakana
Nizakana (煮魚): peixes escaldados em dashi adoçado, às vezes também misturado com missô; também conhecido como nitsuke (煮付け ?). O prato aparece pela primeira vez em livros de receita datando do século XVIII.

### Nishime
Nishime(煮しめ): também conhecido como chikuzenni(筑前煮), é feito de vegetais variados: raiz de lótus, broto de bambu, bardana, shiitake, inhame, konjac, cenoura e vagem, podendo também ter pedaços de coxa de frango.

### Kakuni
Kakuni (角煮): pedaços de barriga de porco cozidos em molho de soja, mirin e saquê, com grandes pedaços de daikon (nabo japonês) e ovos cozidos. A variação de Okinawa, que utiliza awamori (bebida alcoólica com base de arroz) e missô, é conhecida como rafuti - mesmo nome que o prato recebe no Havaí, devido à ocupação estadounidense na prefeitura japonesa, durante a Segunda Guerra Mundial e nos anos posteriores.

### Sōki
Sōki (ソーキ): porco cozido com ossos, típico da região de Okinawa.

### Oden
Oden (おでん): ensopado de ovos, daikon, konjac, peixes e outros ingredientes variados, em um caldo com sabor de soja.

### Nabemono
Nabemono (鍋物): termo genérico para se referir aos ensopados de apenas uma panela geralmente feitos no inverno japonês. Entre os exemplos mais comuns de nabemono, estão oden, chankonabe, shabu-shabu e sukiyaki.